# Крівільєн
Крівільєн (ісп. Crivillén) — муніципалітет в Іспанії, у складі автономної спільноти Арагон, у провінції Теруель. Населення — 93 особи (2010).
Муніципалітет розташований на відстані близько 270 км на схід від Мадрида, 75 км на північний схід від міста Теруель.
На території муніципалітету розташовані такі населені пункти: (дані про населення за 2010 рік)
- Крівільєн: 93 особи
- Масес-де-Крівільєн: 0 осіб

## Демографія
Динаміка населення (INE ):